# Thelypteris malangae
Thelypteris malangae är en kärrbräkenväxtart som först beskrevs av Carl Frederik Albert Christensen, och fick sitt nu gällande namn av Conrad Vernon Morton. Thelypteris malangae ingår i släktet Thelypteris och familjen Thelypteridaceae. Utöver nominatformen finns också underarten T. m. sitiorum.